# 31 canciones de amor y una canción de Guaripolo
31 canciones de amor y una canción de Guaripolo es el segundo álbum de estudio de 31 minutos. Fue lanzado en Chile el 28 de julio del 2004 bajo el sello La Oreja Records. En México fue reeditado en 2007 por EMI Music México, y en Chile nuevamente en 2012 por Feria Music.
Cuenta con una versión cumbia del tema «Yo nunca vi televisión», realizada por La Sonora de Tommy Rey. El disco, siguiendo la misma pauta del álbum anterior, superó la venta de 20.000 copias en menos de un mes.

## Lanzamiento y recepción
Su lanzamiento se realizó en el Paseo Ahumada el 31 de julio de 2004, convocando a más de mil personas. Además se estrenó el último episodio de la temporada dos del programa: Fiesta en la casa de Juanín. 31 canciones de amor y una canción de Guaripolo, cuyo título hace referencia al libro Veinte poemas de amor y una canción desesperada (de Pablo Neruda), incluyó una calcomanía del personaje de su portada y 3 vídeos de sus temas en su primera edición. En menos de 2 semanas de debutar en el mercado, se vendió rápidamente en las disquerías, y alcanzó el disco de oro con 10.000 copias vendidas. y posteriormente, el disco de platino Al igual que su antecesor, fue editado en México por EMI Music México durante el año 2007. Feria Mix bajo su sello Feria Music reeditó el material en Chile. Al ser descontinuadas todas las versiones anteriores, fue relanzado por Aplaplac alrededor de 2014.

## Lista de canciones
| 31 canciones de amor y una canción de Guaripolo |                                                   |                                                         |                               |               |          |  |
| N.º                                             | Título                                            | Letras                                                  | Música                        | Escritor(es)  | Duración |  |
| 1.                                              | «Experiencia Guaripolo»                           |                                                         |                               |               | 0:30     |  |
| 2.                                              | «Yo nunca vi televisión (La sonora de Tommy Rey)» | Daniel Castro Álvaro Díaz Pedro Peirano Rodrigo Salinas | Pablo Ilabaca                 |               | 3:24     |  |
| 3.                                              | «Al revés»                                        |                                                         |                               |               | 0:13     |  |
| 4.                                              | «Severlá»                                         | Álvaro Díaz                                             | Carlos Espinoza Pablo Ilabaca |               | 1:53     |  |
| 5.                                              | «Cuéntanos»                                       |                                                         |                               |               | 0:25     |  |
| 6.                                              | «Doggy Style»                                     | Daniel Castro Álvaro Díaz Pedro Peirano Rodrigo Salinas | Pablo Ilabaca                 |               | 1:44     |  |
| 7.                                              | «El señor interesante»                            |                                                         |                               |               | 0:10     |  |
| 8.                                              | «La señora interesante»                           |                                                         |                               | Álvaro Díaz   | 2:28     |  |
| 9.                                              | «Objeción denegada»                               | Álvaro Díaz                                             | Carlos Espinoza Pablo Ilabaca |               | 2:11     |  |
| 10.                                             | «Solo Dios sabe que existen»                      |                                                         |                               |               | 0:12     |  |
| 11.                                             | «Exterminadores de ratones»                       |                                                         |                               | Pablo Ilabaca | 0:55     |  |
| 12.                                             | «El dinosaurio Anacleto»                          |                                                         |                               | Álvaro Díaz   | 2:25     |  |
| 13.                                             | «Cebollón»                                        |                                                         |                               |               | 0:16     |  |
| 14.                                             | «Calurosa Navidad»                                | Daniel Castro Álvaro Díaz Pedro Peirano Rodrigo Salinas | Pablo Ilabaca                 |               | 2:27     |  |
| 15.                                             | «El arrepentimiento de Juan Carlos Bodoque»       | Daniel Castro Álvaro Díaz Pedro Peirano Rodrigo Salinas | Pablo Ilabaca                 |               | 2:03     |  |
| 16.                                             | «Navidad en 31 minutos»                           | Daniel Castro Álvaro Díaz Pedro Peirano Rodrigo Salinas | Pablo Ilabaca                 |               | 2:17     |  |
| 17.                                             | «Boing, Boing, Boing»                             | Rodrigo Salinas                                         | Carlos Espinoza               |               | 0:55     |  |
| 18.                                             | «El compromiso de Maguito»                        |                                                         |                               |               | 0:04     |  |
| 19.                                             | «Maguito explosivo»                               | Daniel Castro                                           | Pablo Ilabaca                 |               | 1:44     |  |
| 20.                                             | «El conocido periodista Mario Hugo»               |                                                         |                               |               | 0:11     |  |
| 21.                                             | «Dimensión hermosa y desconocida»                 |                                                         |                               | Pablo Ilabaca | 1:13     |  |
| 22.                                             | «Rin Raja»                                        | Daniel Castro Pedro Peirano Rodrigo Salinas             | Pablo Ilabaca                 |               | 1:49     |  |
| 23.                                             | «Cosas que buscan cosas»                          |                                                         |                               | Pablo Ilabaca | 0:50     |  |
| 24.                                             | «Nunca me he sacado un 7»                         | Daniel Castro Álvaro Díaz Pedro Peirano Rodrigo Salinas | Pablo Ilabaca                 |               | 2:00     |  |
| 25.                                             | «Molinos de viento vampiros»                      |                                                         |                               |               | 0:43     |  |
| 26.                                             | «Sueño imposible»                                 |                                                         |                               |               | 2:19     |  |
| 27.                                             | «Hielito»                                         | Álvaro Díaz Patricio Díaz                               | Pablo Ilabaca                 |               | 0:45     |  |
| 28.                                             | «Papá, te quiero»                                 | Daniel Castro Álvaro Díaz Pedro Peirano Rodrigo Salinas | Pablo Ilabaca                 |               | 1:42     |  |
| 29.                                             | «31 minutos big band»                             |                                                         |                               | Pablo Ilabaca | 2:21     |  |
| 30.                                             | «Sopapiglobo, acompáñame con la guitarra»         |                                                         |                               |               | 0:08     |  |
| 31.                                             | «Mala»                                            | Daniel Castro Álvaro Díaz Patricio Díaz Rodrigo Salinas |                               |               | 2:00     |  |
| 42:17                                           |                                                   |                                                         |                               |               |          |  |

## Créditos

### Voces y músicos
Pedro Peirano: Voz Tulio Triviño, Michael Astudillo Jr., Pascuero Acalorado y coros
Daniel Castro: Voz Policarpo Avendaño, Otto, Flacosis, y coros
Álvaro Díaz: Voz Juan Carlos Bodoque, el dinosaurio Roberto, Tío Horacio y coros
Rodrigo Salinas: Voz Juanín Juan Harry, Juan Pablo Sopa, Juan Tástico, Mario Hugo, Pascuero Acalorado y coros
Alejandra Dueñas: Voz Patana, Cucki, Hielito y coros
Patricio Díaz: Voz Guaripolo, Cebollón, Exequiel Tapia, Exterminador de ratones y coros
Francisco Schultz: Voz Dante Torobolino, niño Tapia y Bongo Stingo
Lorena Penjean: Voz niña Tapia.
Pablo Ilabaca: Guitarras, baterías, sintetizadores, voz del Perro Duque y de un Pascuero Acalorado, coros, marimba paralamas, sonidos de ultratumba, miles de efectos y otras cosas.
Felipe Ilabaca: Bajos, coros, segundas voces y miles de efectos con el bajo.
Carlos Espinoza: Guitarras Tom Petty, bajo, batería, piano, sintetizadores, voces y silbidos.
Pablo Aguilar: Bajo en El dinosaurio Anacleto y La señora interesante.
Sonora de Tommy Rey: Interpreta Yo nunca vi televisión.
Cristian Moraga: Percusión Calurosa Navidad.
Raúl Silvestre: Trombón y Arreglos en 31 Minutos Big Band.
Frano Kovac: Piano, batería y Arreglos en 31 Minutos Big Band.
Max Alarcón: Saxo en 31 Minutos Big Band.
Mauricio Castillo: Trompeta en 31 Minutos Big Band.
Eduardo Peña: Bajo en 31 Minutos Big Band.

### Producción del disco
Pablo Ilabaca: Producción musical, grabación en Estudios Holocausto Nuclear.
Álvaro Díaz: Producción musical.
Juan Manuel Egaña: Producción Ejecutiva.
Héctor Sanchez: Producción sello La Oreja.
Carlos Espinoza: Grabación y mezcla en Estudios Blume-Aplaplac.
Gonzalo González: Grabación en Estudios Robot Mutante.
Joaquín García: Masterización en Clio.
Matías Iglesias: Dirección de arte.
Nicolás Grüm: Diseño y fotografía.
Max Grüm: Diseño y fotografía.
Patricio Díaz: Dibujos de Guaripolo.
Agradecimientos a Karla Estrada, Flor Rubina, Rodrigo Toro, Gilberto Robles, Isabel Hernández, Erick del Valle, Bernardita Errázuriz, Tamara Goldschmied, Adriana Canales, César Mondaca, Roberto Araya, Marina Palma, Rebecca Brone, Catalina Lyon y Gonzalo Maza.